# Lucía Zárate
Lucía Zárate (San Carlos, Sonora, México, 2 de janeiro de 1864 - Montanhas de Serra Nevada, EUA, 15 de janeiro de 1890) foi a primeira pessoa a ser identificada com a "Microcephalic osteodysplastic primordial dwarfism type II" (em resumo para o português: nanismo primordial tipo II). Figurou, no Guinness Book, como o humano adulto mais leve do mundo, com 2,1 kg, marca registrada nos seus 17 anos de idade, além da mulher de menor estatura. Para o título de menor mulher, foi sucedida pela holandesa Pauline Musters, em 1895.
Em 1876, mudou-se para os Estados Unidos para ganhar a vida apresentando-se no Barnum & Bailey Circus, juntamente com Francis Joseph Flynn (conhecido como General Mite).
Faleceu numa noite de janeiro de 1890 quando o trem do circo, em que viajava, ficou preso numa das montanhas de Serra Nevada, em meio a uma grande nevasca. Lucía não resistiu ao frio e morreu de hipotermia.